# بياض إفريقي
البَيَاض الأَفْرِيقِيّ (باللاتينية: Bagrus bajad) تعيش في أنهار وبحيرات أفريقيا.